# San Juan de Torán
San Juan de Torán (oficialmente en occitano: Sant Joan de Toran) es una localidad perteneciente al municipio de Caneján, en el Valle de Arán, España. Se encuentra ubicado en la frontera entre España y Francia.